# Василево (городской округ Ступино)
Василево — деревня в Ступинском районе Московской области в составе Аксиньинского сельского поселения (до 2006 года — Большеалексеевский сельский округ). 

## География
Расположено на севере района, на берегу реки Северка, у устья правого притока речки Болошивка, высота центра деревни над уровнем моря — 122 м. Ближайшие населённые пункты: на другом берегу Болошивки Ярцево (Ступинский район) и Большое Алексеевское и Полупирогово — примерно в 300 м на северо-восток.

## Население
| 2002 | 2006 | 2010 |
| ---- | ---- | ---- |
| 10   | ↘3   | ↘2   |

## Инфраструктура
Василево на 2015 год фактически — дачный посёлок: в деревне 2 улицы и 1 проезд при 2-х постоянных жителях.